# Thokkabot
Thokkabot (enligt Carl Johan Schlyter av fornsvenska þokki, skymf, och bot, böter), är inom det äldsta skandinaviska rättssystemet de böter, vilka i vissa fall erlades som upprättelse vid tillfogad hederskränkning.
I Sverige fick denna bot en speciell användning. Enligt Östgötalagen ägde kungen att vid dråp eller sårande av en kungens "man" uppbära þokkabot, och samma rätt tillerkändes hertigen, biskopen och den, som på egen bekostnad utrustade ett helt ledungsskepp. Den senare bestämmelsen ger vid handen, att det är krigsväsendets intressen, som man här velat särskilt tillgodose, þokkabotsprivilegiet tillerkändes bl.a. dem, vilka fullgjorde samma krigstjänstprestation, som eljest tillkom ett helt skeppslag. Utvecklingen inom den gamla ledungsorganisationen gick sålunda i samma riktning som inom den senare krigsorganisationen på rusttjänstens grundval. Särskilda förmåner och rättigheter medgavs dem, som åtog sig en kvalificerad krigstjänstskyldighet.